# رایانه فراهمراه

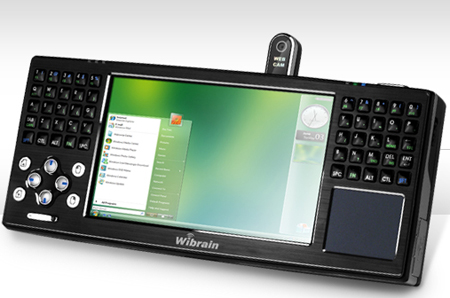

رایانه‌های فراهمراه یا رایانه شخصی فراهمراه (به انگلیسی: Ultra-mobile Personal Computer)(به صورت مخفف UMPC) نوعی از شکل تبلت‌ها هستند که در قالبی کوچک‌تر طراحی شده‌اند. این نوع از رایانه‌ها را یک نوع کوچک‌تر از کلاس نوت بوک نیز می‌دانند؛ این رایانه‌ها در ابتدا توسط اینتل و مایکروسافت در سال ۲۰۰۶ در آسیا به فروش گذاشته شدند، نحوهٔ استفاده آنها به دو صورت لمسی و با استفاده از قلم می‌باشد.
1. ↑  مشارکت‌کنندگان ویکی‌پدیا. «Ultra-mobile PC». در دانشنامهٔ ویکی‌پدیای انگلیسی.